# Listă de scriitori nicaraguani
Aceasta este o listă de scriitori nicaraguani.

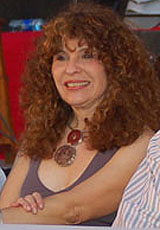
Gioconda Belli

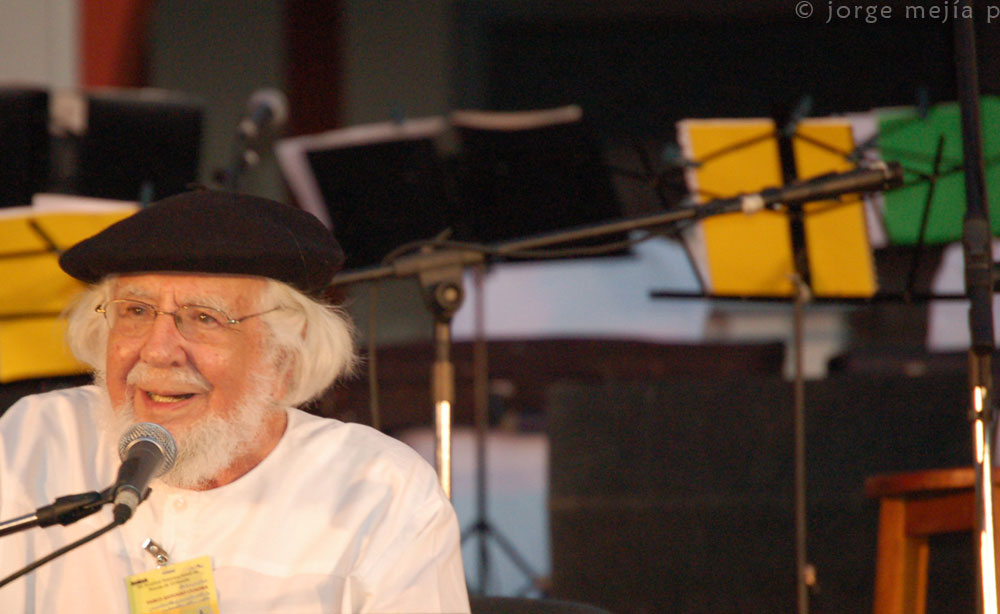
Ernesto Cardenal

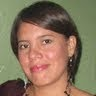
Karly Gaitán Morales

- Claribel Alegría (1924-2018), poetă
- Emilio Álvarez Lejarza (1884–1969)
- Emilio Álvarez Montalván (1919)
- Gioconda Belli (1948), poet
- Yolanda Blanco (1954)
- Tomás Borge (1930)
- Omar Cabezas (1950)
- Ernesto Cardenal (1925-2020), poet
- Blanca Castellón (1958), poet
- José Coronel Urtecho (1906–1994), poet, translator
- Alfonso Cortés (1893–1969), poet
- Arturo Cruz (1954)
- Pablo Antonio Cuadra (1912–2002), poet
- Rubén Darío (1867–1916), poet
- Omar D'León (1929), poet
- Karly Gaitán Morales (n. 1980)
- Salomón Ibarra Mayorga (1887–1985), poet
- Erwin Krüger (1915–1973), poet
- Danilo López (1954), poet
- Rigoberto López Pérez (1929–1956), poet
- Francisco Mayorga (1949)
- Camilo Mejía (1975)
- Tony Meléndez (1962)
- Rosario Murillo (1951), poet
- Daniel Ortega (1945), poet
- Humberto Ortega (1947)
- Azarías H. Pallais (1884–1954), poet
- Joaquín Pasos (1914–1947), poet
- Horacio Peña (1946)
- Sergio Ramírez (1942)
- Mariana Sansón Argüello (1918), poet
- Arlen Siu (d. 1972)
- Julio Valle Castillo (1952), poet
- Daisy Zamora (1950), poet